# 小行星3402
小行星3402（英語：3402 Wisdom）是一颗围绕太阳公转的小行星。1981年8月5日，愛德華·鮑威爾在可可尼诺县发现了此天体。
这颗小行星的绝对星等为303.34808等。